# Place du Terrail
La place du Terrail est une place située au cœur du centre ville de Clermont-Ferrand.

## Situation et accès
La place du Terrail est située entre la place de la Victoire et la Rue Pascal.

## Origine du nom
Le nom de la place du Terrail lui vient de l'occitan teralh qui désigne traditionnellement le terre-plein formé en amont de la porte du palais épiscopal de l'évêque situé place de la Victoire. Il peut ainsi provenir du mot teralh qui signifie « tas de pierre » en ancien occitan.

## Bâtiments remarquables et lieux de mémoire
- La maison de Gilberte Périer
- Fontaine du Terrail
- Maison de Jean Savaron